# Canaan (hrabstwo Essex)
Canaan – jednostka osadnicza w Stanach Zjednoczonych, w stanie Vermont, w hrabstwie Essex.